# Johann August Nahl der Ältere

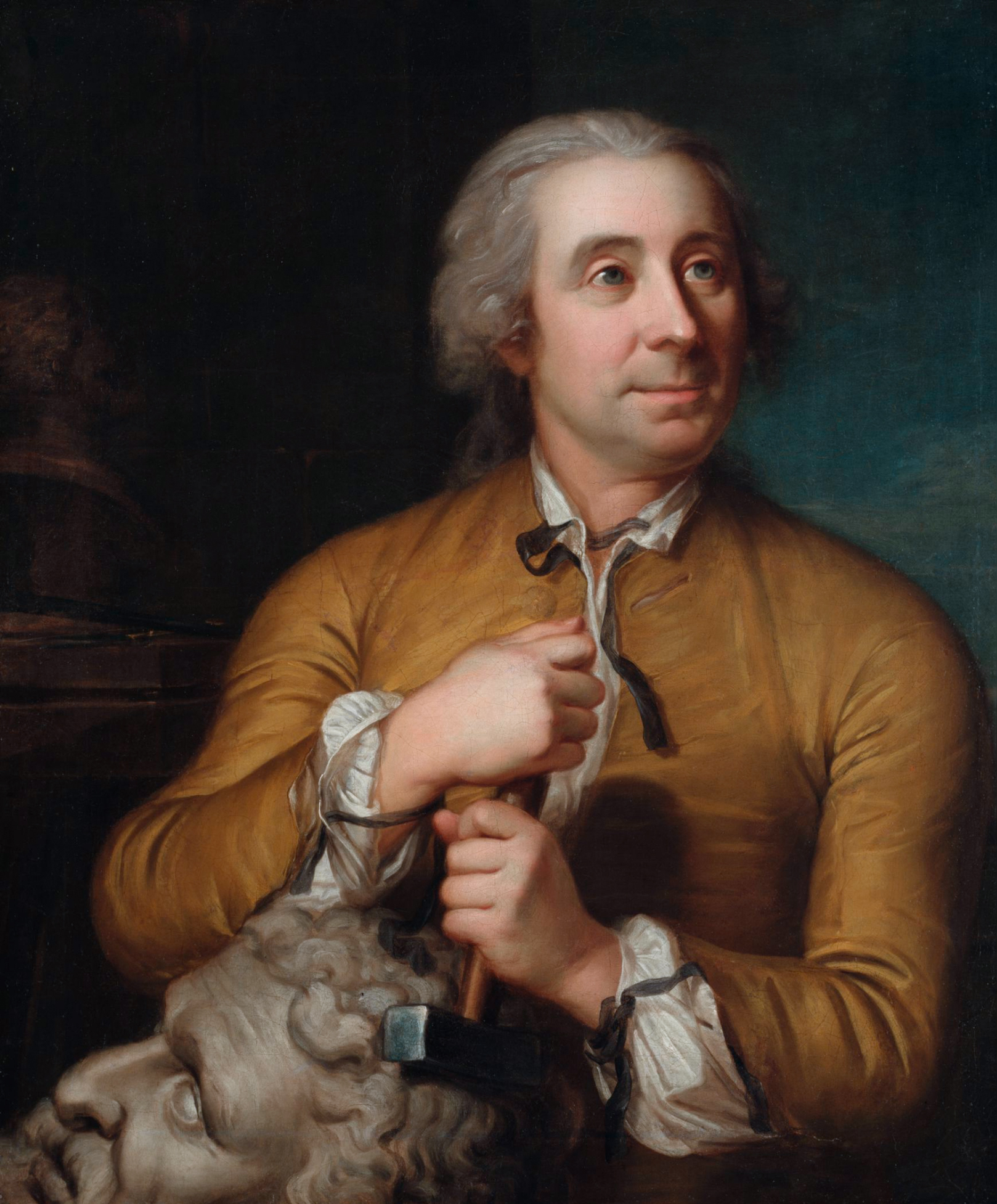
Johann August Nahl der Ältere (Jakob Emanuel Handmann, 1755)

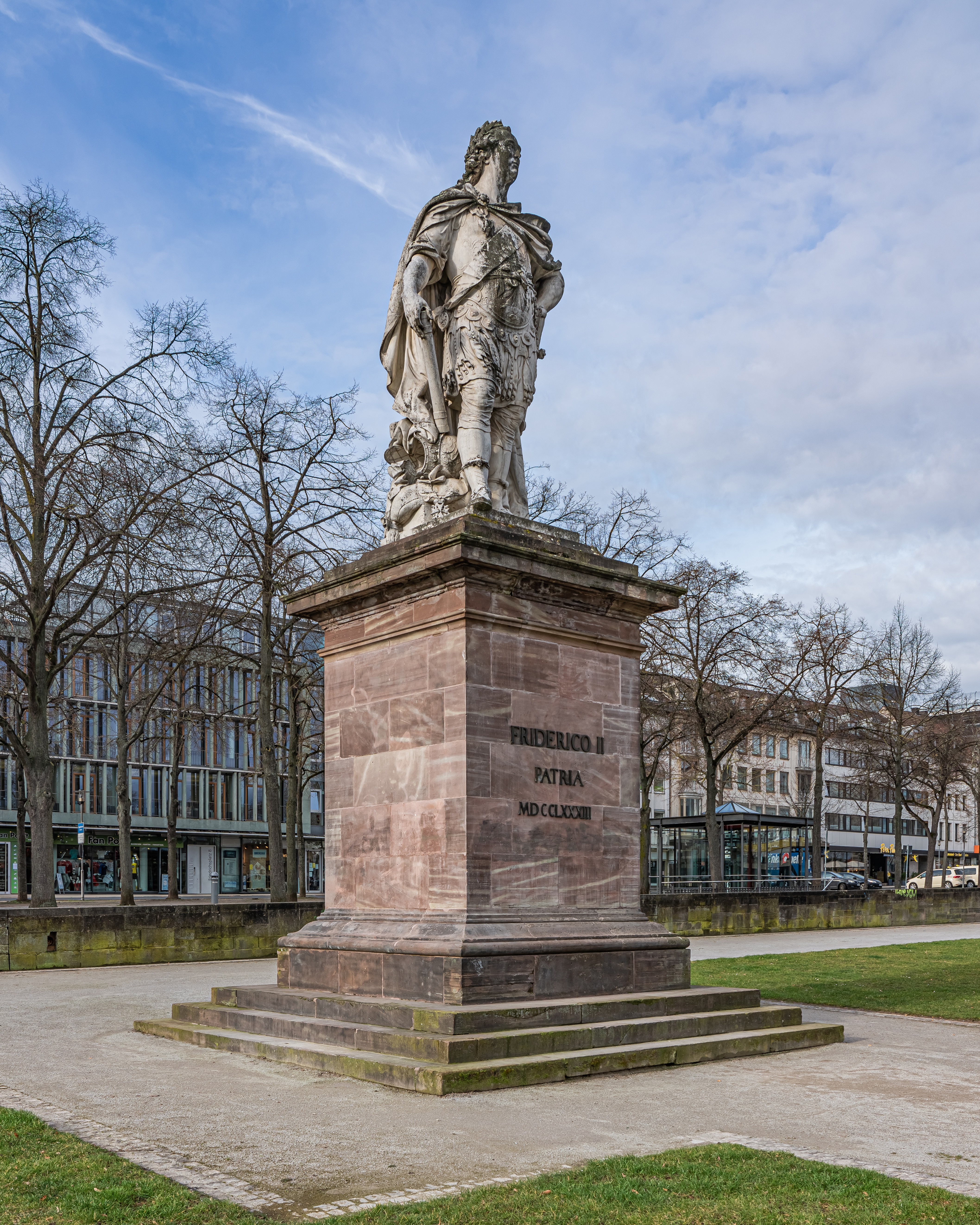
Standbild des Landgrafen Friedrich II. in Kassel, 1783 von Nahls Sohn vollendet

Johann August Nahl, wegen seines gleichnamigen Sohnes Johann August Nahl der Ältere genannt (* 22. August 1710 in Berlin; † 22. Oktober 1781 in Kassel) war ein deutscher Bildhauer und Stuckateur. Er gehörte zu den bedeutenden Künstlern des Friderizianischen Rokoko.

## Leben

### Herkunft, Ausbildung
Johann August stammte aus einer Künstlerfamilie. Sein Vater Johann Samuel Nahl (1664–1727), war ab 1704 in Berlin Hofbildhauer Friedrichs I. von Preußen, seine Mutter Eva Maria (geborene Borsch) die Tochter eines Berliner Goldarbeiters. Seine erste Ausbildung erhielt Johann August vermutlich bei seinem Vater. Nach dessen Tod ging der 18-Jährige 1728/1729 auf eine Gesellenreise mit den Stationen Sigmaringen, Bern und Straßburg. Von 1731 bis 1734 studierte er in Paris die Werke der berühmten französischen Ornamentalisten. Eine anschließende Reise durch Italien führte ihn 1734 nach Rom, Florenz, Genua, Bologna, Venedig und Neapel sowie 1735 nach Schaffhausen.

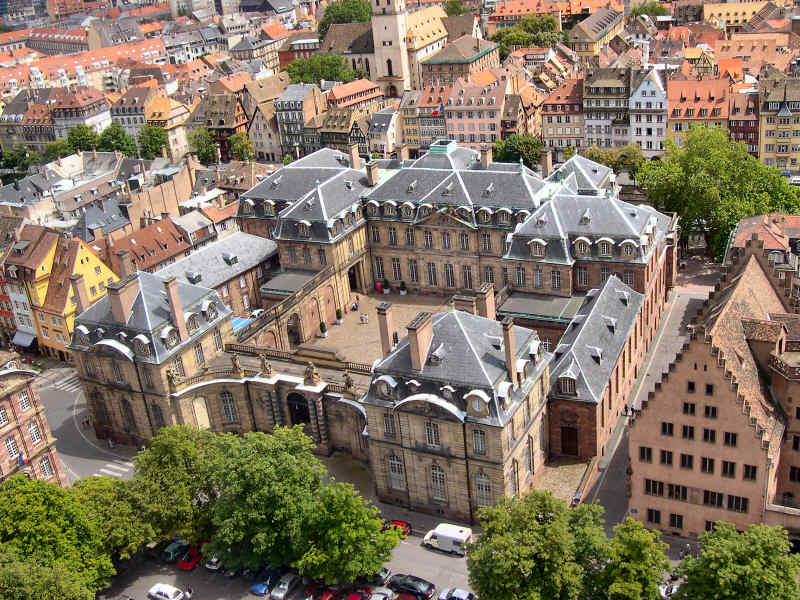
Straßburger Bischofsresidenz Palais des Rohans

### Straßburg
1736 heiratete Nahl in Straßburg Anna Maria Gütig, die Tochter des Steinhauers und Straßburger Bürgermeisters und erhielt das Bürgerrecht.
Zunächst arbeitete er für den königlich-französischen Statthalter François Klinglin und danach unter Robert Le Lorrain am Bischofspalast von Kardinal Armand-Gaston de Rohan-Soubise, dem heutigen Palais Rohan.

### Berlin
Von 1740 bis 1746 beteiligte sich Nahl an der Innenausstattung der für Friedrich den Großen in Berlin und Potsdam errichteten neuen Schlösser. 1745 übertrug man ihm die Position Surintendent des Ornements. Der berühmte Architekt Wenzelslaus von Knobelsdorff hatte zu jener Zeit als Generalintendant die Oberaufsicht über alle königlichen Bauten. Im Sommer 1746 überwarf sich dieser jedoch mit Friedrich II. und Johann August Nahl sollte seine Position übernehmen. Allerdings sah Nahl wegen Arbeitsüberlastung, unbezahlten Rechnungen und Soldateneinquartierungen in seinem Haus und seiner Werkstatt keine Grundlage für eine erfolgversprechende Tätigkeit und verließ noch im gleichen Jahr heimlich Preußen. Er floh über Dresden, Bayreuth und Nürnberg nach Straßburg zu den Verwandten seiner Frau. Friedrich der Große ließ ihn steckbrieflich verfolgen, was dazu führte, dass er in Straßburg verhaftet wurde. Das dort 1736 erworbene Bürgerrecht bewahrte ihn aber vor einer Auslieferung nach Berlin.

### Bern
Über Straßburg kam Johann August Nahl der Ältere in die Schweiz und kaufte in Zollikofen bei Bern das um 1970 abgegangene Landgut „zur Tanne“. Dank guter Aufträge führte er dort 9 Jahre lang ein ausgefülltes intensives künstlerisches Leben. Seine beiden Söhne, die sich später als Bildhauer und Maler einen Namen machten, wurden hier geboren.

### Kassel
1755 rief Landgraf Wilhelm VIII. von Hessen Johann August Nahl den Älteren an seinen Hof in Kassel und beauftragte ihn zur Mitarbeit an der Gestaltung von Park und Schloss Wilhelmsthal. 1767 wurde er Professor für Bildhauerei am Collegium Carolinum und erhielt 10 Jahre später die gleiche Funktion an der neugegründeten Kunstakademie Kassel. 2017 wurde das Denkmal Friedrich II. in Kassel zum Kunstwerk der documenta 14 erhoben. Das Nahl’sche Haus aus Wohnhaus der Familie wurde hinsichtlich der Innenarchitektur sowie der Gartenarchitektur mit zahlreichen Stuckaturen, Bildhauerarbeiten und plastischen Schmuck von Johann August Nahl dem Älteren ausgestattet.

### Nachfahren
Nahl hatte eine Reihe von Kindern, die jedoch größtenteils das Erwachsenenalter nicht erreichten.

Der Sohn Johann Samuel Nahl der Jüngere (geb. 1748) wurde Künstler und lehrte als Professor an der Akademie in Kassel.

Der Sohn Johann August Nahl der Jüngere (geb. 1752) war 1801 Preisträger der von Goethe ausgeschriebenen Weimarer Preisaufgaben.

## Werke
- Straßburg: Am Palais Rohan noch nicht genauer erforschte Arbeiten.
- Saint-Saphorin-sur-Morges: Gedenktafel für François-Louis de Pesmes de Saint-Saphorin; im Innern der Gemeindekirche von Saint-Saphorin-sur-Morges, 1740 eingeweiht.
- Berlin: Ausstattungen der Schlossneubauten Friedrichs des Großen (Schloss Charlottenburg, neuer Flügel, 1740–1746; Berliner Schloss (Friedrichswohnung); Stadtschloss in Potsdam (Ost- und Westwohnung), 1743–1744; Schloss Sanssouci, 1746)
- Hindelbank bei Bern: Grabmal für Hieronymus von Erlach, 1751, sowie Grabmal der Maria Magdalena Langhans, 1751–1752.
- Giebelfeld der Stadtkirche Yverdon, 1756
- Stadtkirche Thun: Epitaph für Beat Ludwig May.
- Kassel: Rossebändiger der Rennbahn, 1770, sowie Statue des Landgrafen Friedrichs II. von Hessen-Kassel, begonnen 1771, von seinem Sohn nach 1781 vollendet. Für das von François de Cuvilliés entworfene Schlosses Wilhelmsthal bei Kassel schuf Johann August Nahl der Ältere die kostbaren Wandvertäfelungen und viele Stuckaturen.[2]

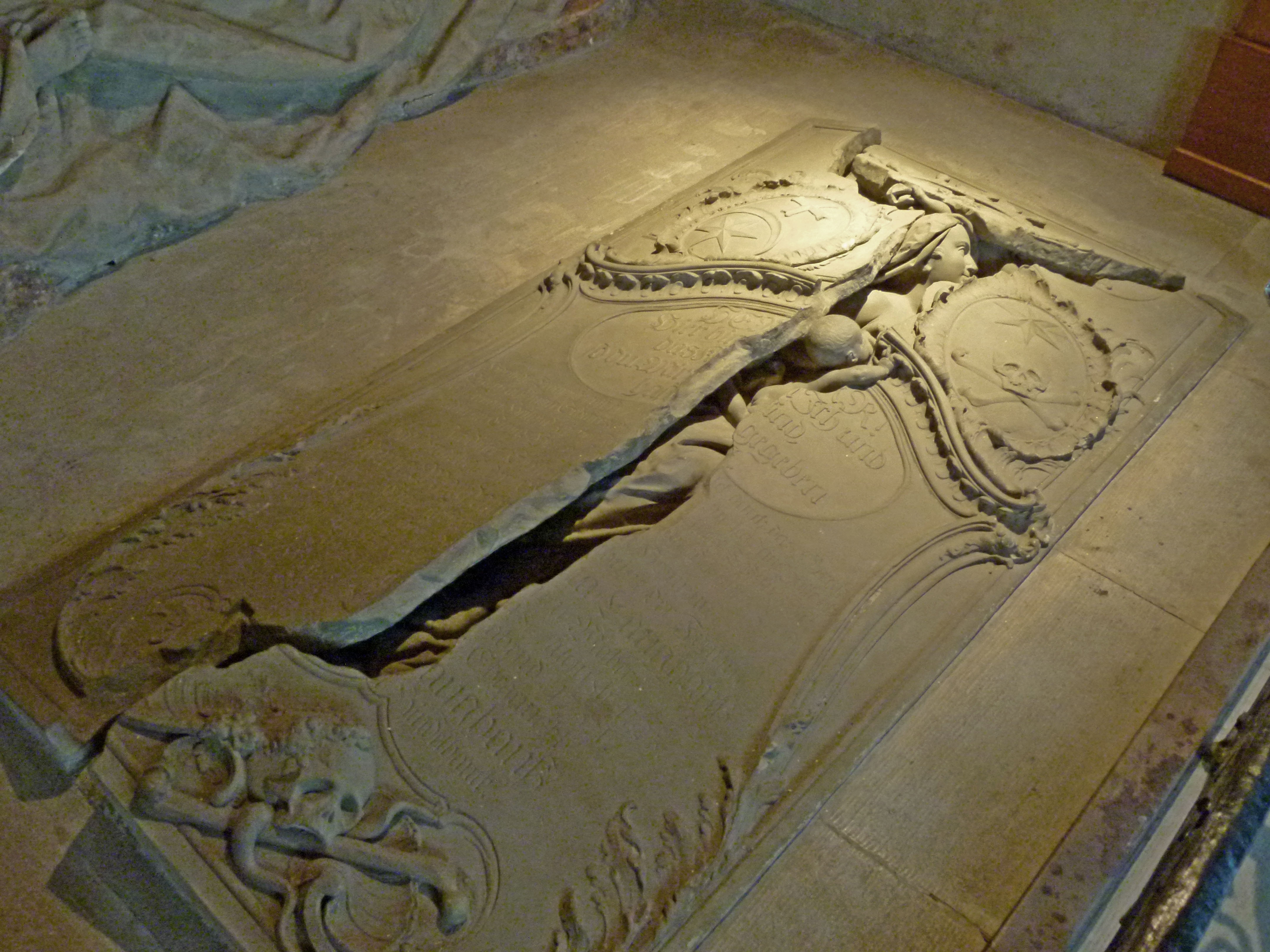
„Auferstehungs-Grabmal“ der Maria Magdalena Langhans, 1751

Die von Nahl geschaffene Grabplatte für die im Kindbett gestorbene Pfarrfrau Maria Magdalena Langhans in der Kirche Hindelbank im Kanton Bern zählte im 18. Jahrhundert zu den meistbewunderten Kunstwerken Europas. Johann Wolfgang Goethe schrieb darüber am 20. Oktober 1779 an Charlotte von Stein:

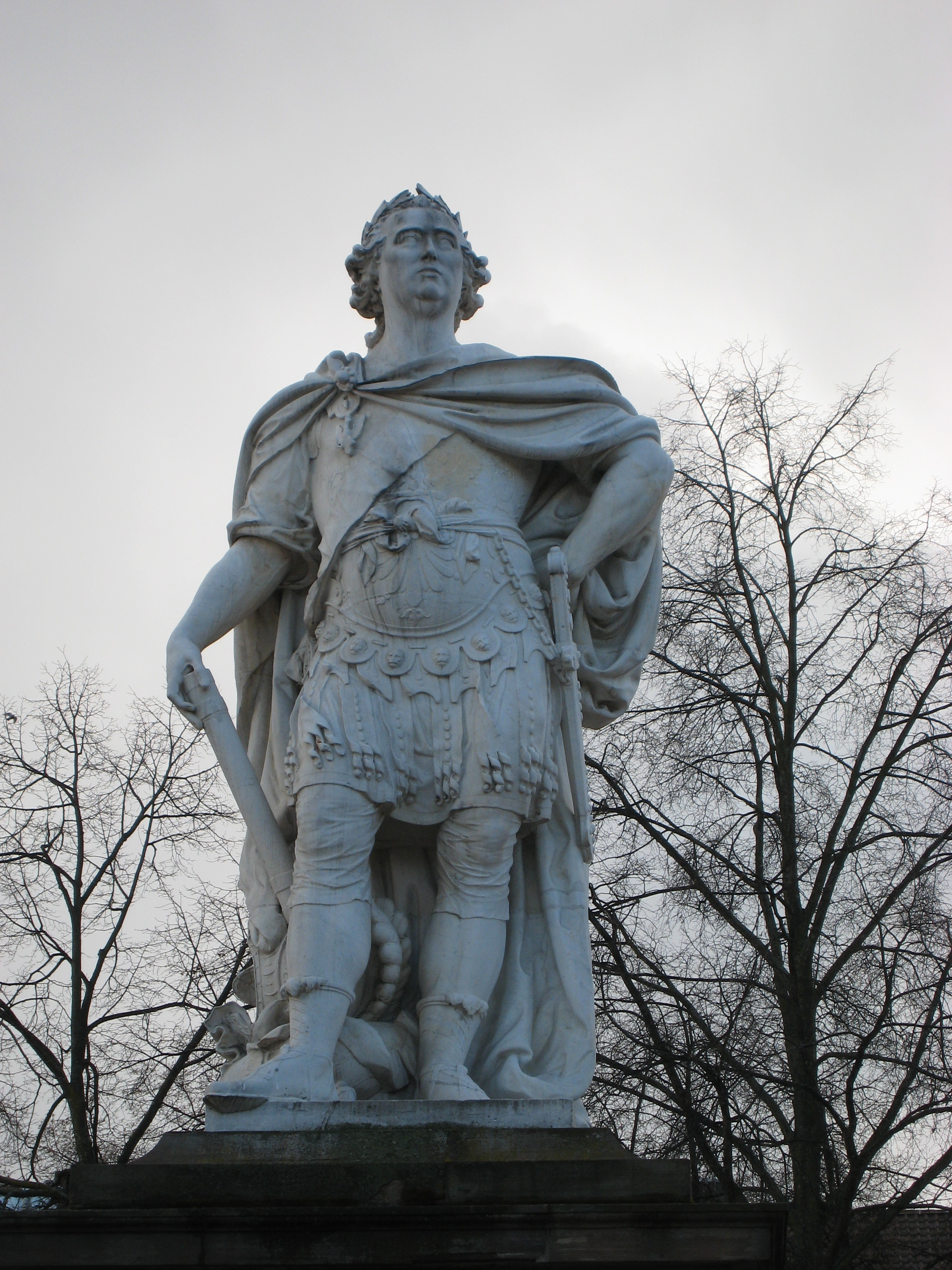
Detail des Denkmals des Landgrafen Friedrich II. von Hessen-Kassel

„Vom Grabmal der Pfarren zu Hindelbanck zu hören werden Sie Geduld haben müssen, denn ich habe mancherley davon, darüber und dabey vorzubringen. Es ist ein Text worüber sich ein lang Capitel lesen lässt. Ich wünschte gleich iezt alles aufschreiben zu können. Ich hab soviel davon gehört und alles verbertucht pour ainsi dire. Man spricht mit einem allzeit fertigen Enthusiasmus von solchen Dingen, und niemand sieht darauf was hat der Künstler gemacht, was hat er machen wollen.“